# Basilisken-Brunnen

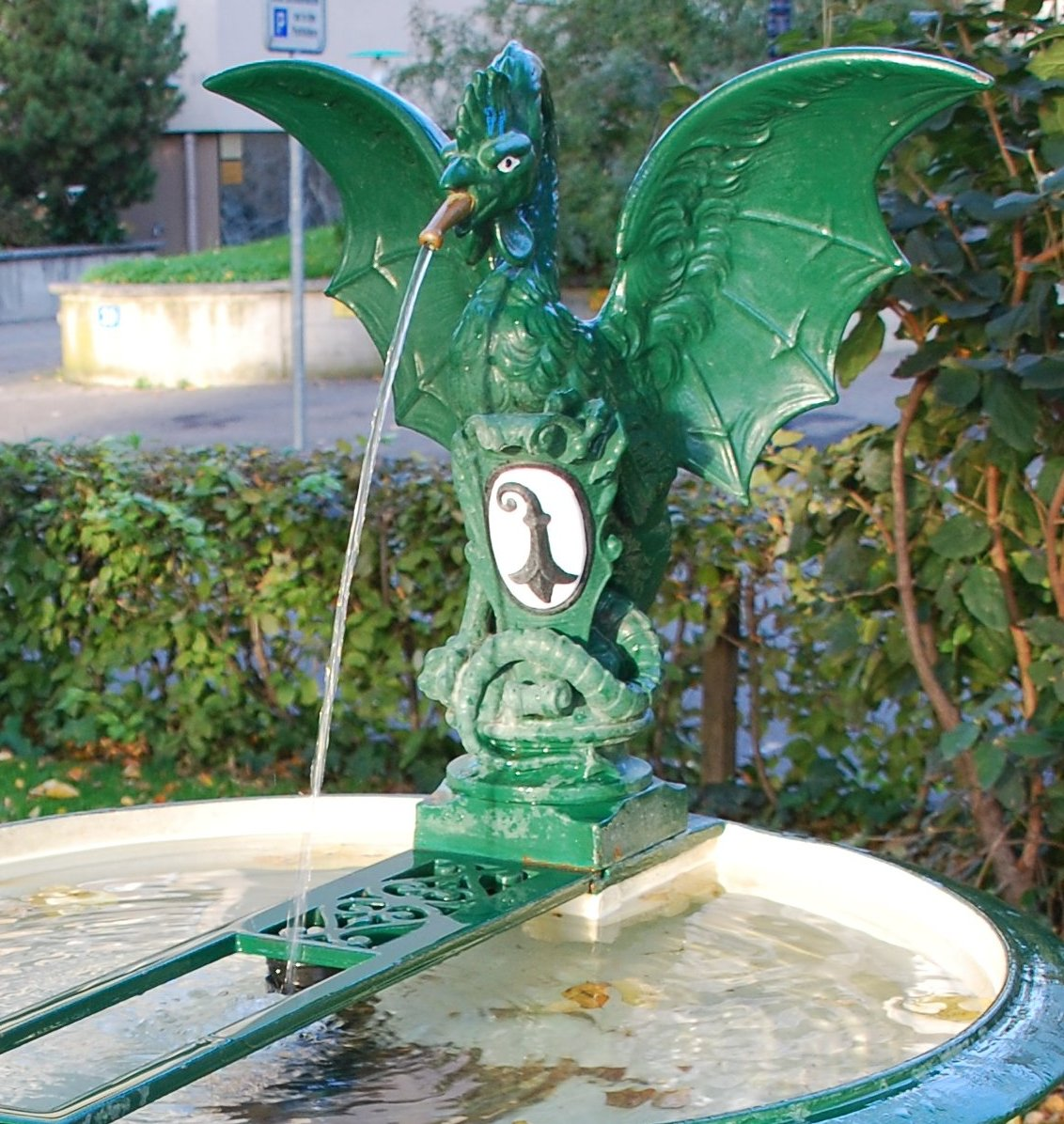
Einer der zahlreichen Basler Basilisken-Brunnen, Unterer Rheinweg

Als Basilisken-Brunnen bezeichnet man grüne Brunnen mit einem Basilisken in der Schweizer Stadt Basel, welche neben anderen Basler Brunnen zahlreich in der Stadt verteilt sind.

## Geschichte
Um 1850 war die Wasserversorgung der Stadt Basel mit ihren zum Teil noch auf das Mittelalter zurückgehenden Brunnenwerken längst an ihre Grenzen gestossen. 1865/66 wurde ein neues Rohrleitungssystem eingerichtet. Es konnte Wasser aus Grellingen und vom Bruderholz bezogen werden. Überall in der Stadt waren Brunnen mit grossen Trögen aufgestellt, die bis anhin die Wasserversorgung der Bevölkerung und den Durst der Pferde abzudecken hatten. Da aber in den letzten Jahren immer mehr Haushalte mit eigenem Wasseranschluss versehen wurden und der Verkehr in der Innenstadt zunahm, störten die nun zu grossen Brunnen zusehends mehr. Es wurde nach Lösungen gesucht. Für die Haushalte, auch in den Aussenquartieren, genügten kleinere Brunnen. Nach verschiedenen Versuchen wurde 1884 durch das Gas- und Wasserwerk Basel ein Gestaltungswettbewerb für einen Stadtbrunnen ausgeschrieben. Diesen gewann Wilhelm Bubeck mit seinem Modell, das als Brunnenfigur einen Basilisken zeigt, dargestellt als Schildhalter des Baslerwappens. Nach seiner Idee wurden 19 Basilisken-Brunnen gefertigt und in Basel aufgestellt. Mit der Zeit folgten weitere 30 Stück. Einige sind wieder verschwunden, so dass man heute noch ca. 25 solcher Brunnen in der Stadt Basel finden kann.
Einige der Baslerbrunnen verliessen in den letzten Jahren ihre Heimatstadt als Geschenk. So kann man auch im Zentrum der Stadt Zürich (Talstrasse/Sihlstrasse) seit 1983 auf einen Basiliskenbrunnen treffen. Weitere Brunnen stehen im Elsass, in Süddeutschland, in der Nordwestschweiz, Shanghai, Wien und Moskau.
Alle Basilisken-Brunnen auf der Kleinbasler Seite schauen auf den Rhein. Am Oberen Rheinweg gegenüber dem Münster gibt es jedoch eine Ausnahme und dort steht ein Basilisken-Brunnen mit der Rückseite zum Rhein. Dies damit die Touristen, die vom Uferweg ein Foto des Münsters schiessen, nicht den Rücken des Basilisken auf dem Foto haben, sondern seinen Kopf.

## Beschreibung

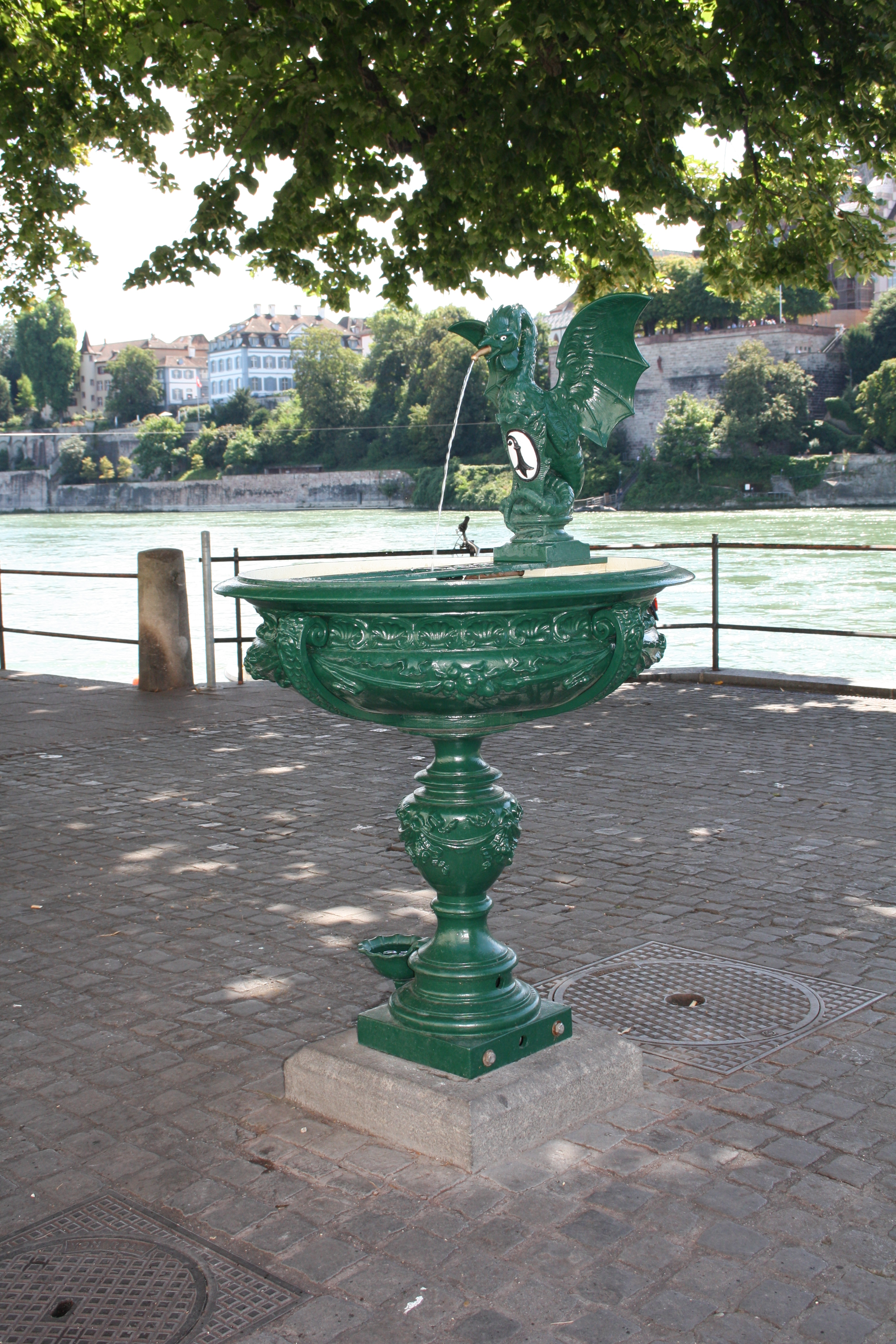
Basilisken-Brunnen am Oberen Rheinweg

Der Basilisk mit dem Stadtwappen ist aus Bronze und der Rest aus Gusseisen gefertigt. Das Wasser strömt aus dem Schnabel des Basilisken in das runde Becken, das an der Aussenseite mit diversen Mustern verziert ist. Der Brunnenfuss ist urnenförmig. Unten am Fuss befindet sich ein zierliches Trinkschälchen für Hunde (oder andere Tiere).